# Vémars
Vémars é uma comuna francesa na região administrativa da Ilha de França, no departamento do Vale do Oise. Estende-se por uma área de 8.18 km². Em 2010 a comuna tinha 2 706 habitantes (densidade: 330,8 hab./km²).